# Port de Radès
El port de Radès (àrab: ميناء رادس, mīnāʾ Rādis) és el principal port comercial de Tunísia, situat a la governació de Tunis, a la delegació de Radès, a uns 12 km al sud-est de Tunis, a la part sud del canal d'accés al Llac de Tunis, enfront del port de la Goulette.

Està especialitat en contenidors i unitat rodants i té el 24% del trànsit del país (21% de vaixells) però el 86% del trànsit de mercaderies en contenidors i el 90% de les mercaderies en unitats rodants. El 2006 va tenir un trànsit de 5.546.996 tones de les quals 5.386.933 tenien destinació o arribada internacional i 160.063 nacional. Va moure 312.137 contenidors (2.111.036 tones) i 85.525 unitat rodants (979.797 tones). És també el port d'exportació dels carburants (1.323.319 tones) i un dels principals dels cereals (677.082 tones). El seu trànsit de vaixells fou el 2006 de 1.531 dels que 1.297 van anar a la terminal de contenidors. El canal té una profunditat d'accés de 12 metres i una profunditat de 10,5 metres.

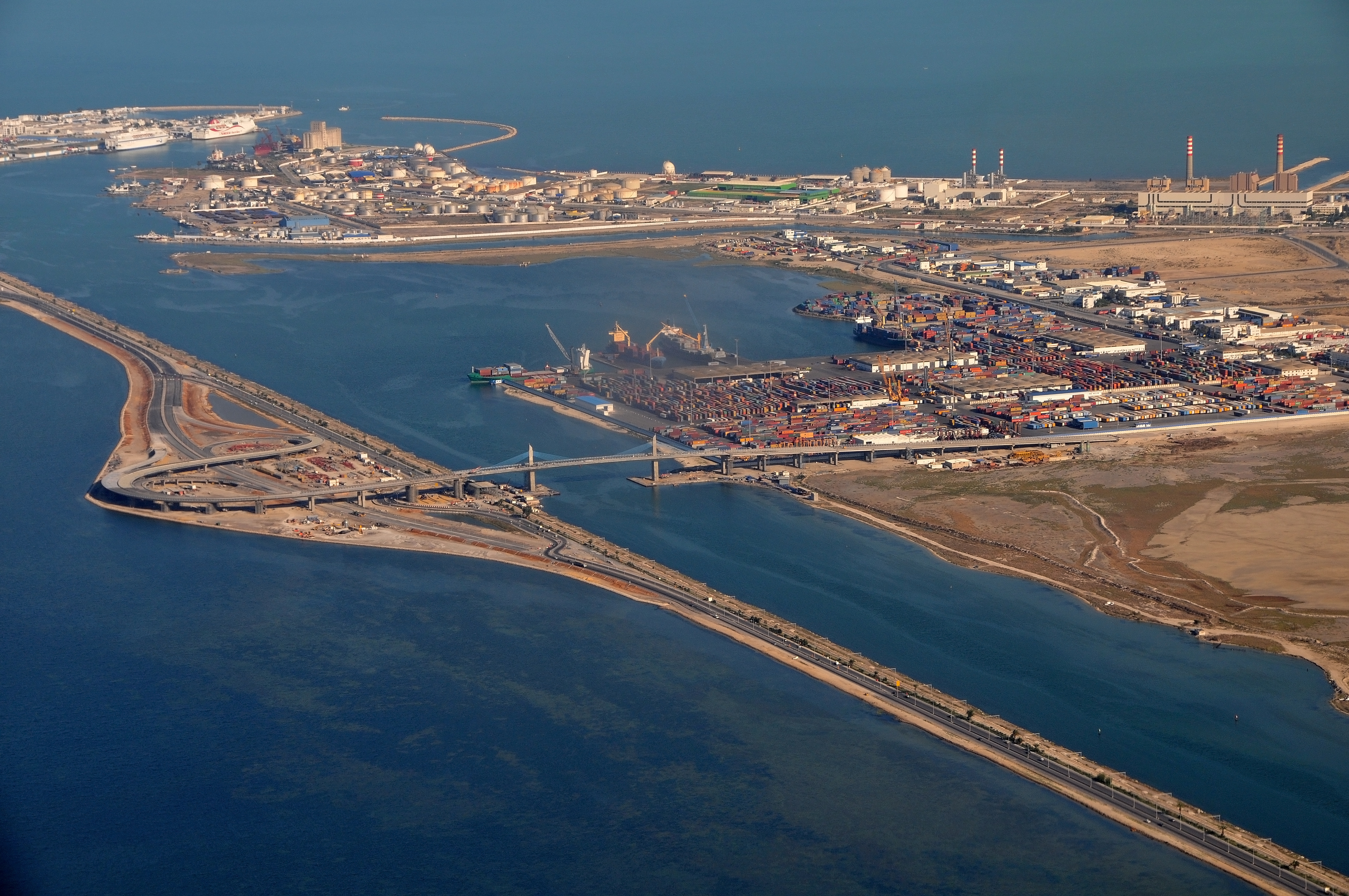
Vista aèria del Port de Radès